# Ерік Верлінде
Ерік Петер Верлінде (нід. Erik Peter Verlinde; нар. 21 січня 1962, Вауденберг, провінція Утрехт) — нідерландський фізик-теоретик у галузях теорії струн, гравітації, чорних дір і космології.
Ерік Верлінде закінчив гімназію в Утрехті. Від 1980 року навчався в Утрехтському університеті. Його науковими керівниками були Герард 'т Гофт і Бернард де Віт. 1988 року Верлінде захистив дисертацію на тему «Теорія конформного поля та її застосування до струн» (англ. Conformal field theory and its application to strings).
До 1993 року Верлінде працював у Інституті перспективних досліджень у професора Едварда Віттена. Верлінде займався галузями квантової теорії поля і теорії струн.
Потім Верлінде працював у теоретичному відділі ЦЕРНу і одночасно викладав в Утрехтському університеті.
1999 року він став професором Принстонського університету. Від 2002 року Верлінде — професор Амстердамського університету, де він продовжував займатися теорією струн.
В теорії поля відома формула Верлінде, яку він вивів у своїй дисертаційній роботі.
Ерік Верлінде також працював зі своїм братом-близнюком Германом Верлінде, який також є фізиком-теоретиком і працює в галузі теорії струн.
8 грудня 2009 на симпозіумі в голландському інституті Спінози Верлінде запропонував свою теорію гравітації, яка пояснює класичну механіку Ньютона виходячи з голографічного принципу та статистичної термодинаміки. В теорії Верлінде гравітація пояснюється відмінністю в густині ентропії в просторі між двома тілами і в навколишньому просторі. Тяжіння двох макроскопічних тіл (і закон обернених квадратів) пояснюється зростанням повної ентропії зі зменшенням відстані між тілами, тобто, переходом системи в більш імовірний (що реалізується більшим числом мікростанів) макростан. Верлінде каже:
|  | Закони Ньютона не працюють на мікрорівні, але вони діють на рівні яблук і планет. Ви можете порівняти це з тиском газу. Самі по собі молекули газу не створюють ніякого тиску, але певний об'єм газу чинить тиск. |